# Avril 1998
- Début des affrontements entre l'armée serbe et les militants de l'UCK (armée de libération du Kosovo) au Kosovo, jusqu'en  août 1998.

## 3 avril
- Japon : le yen atteint son niveau le plus bas depuis 7 ans : 135 yens pour 1 $.

## 5 avril
- Japon : inauguration du pont suspendu le plus long : le pont Akashi-Kaikyō.

## 6 avril
- Royaume-Uni : Travelers Group et Citicorp annoncent leur fusion : Citigroup.

## 10 avril
- Ulster : accord de paix[1] historique à Belfast entre catholiques et protestants, sous l'égide de Tony Blair.

## 12 avril
- Formule 1 : Grand Prix automobile d'Argentine.

## 18 avril
- Chili : réunion des états américains à Santiago du Chili, pour la création d'ici 2005 d'une zone de libre échange, mais les états latins, et notamment ceux du Mercosur affirment leur indépendance face aux États-Unis.

## 26 avril
- La France et le Royaume-Uni sont les seules nations nucléaires à avoir ratifié le Traité d'interdiction complète des essais nucléaires.
- Formule 1 : Grand Prix automobile de Saint-Marin.

## 27 avril
- Création du parti démocrate du Japon

## 28 avril
- Suspension des négociations en vue de la signature de l'Accord multilatéral sur l'investissement (AMI).

## Naissances
- 18 avril : Jose Alvarado, joueur de basket-ball américano-portoricain.
- 30 avril : Ruby Fields, autrice-compositrice-interprète et guitariste australienne.